# Mixteco del oeste alto
El mixteco del oeste alto (mixteco: tu'un da'vi, pronunciación: [tũʔũ ðaʔβi], "lengua o discurso de la lluvia") es una lengua mixteca que se habla en una zona del oeste de La Mixteca oaxaqueña (México). Es clasificada como una de las ochenta y una variantes lingüísticas de la agrupación mixteca por el Instituto Nacional de Lenguas Indígenas (Inali) de México. De acuerdo con el Ethnologue, correspondería al mixteco de Tezoatlán. Sin embargo, en el análisis realizado por el Inali se detalla que dentro del municipio de Tezoatlán de Segura y Luna (noroeste de Oaxaca) se hablan al menos tres variedades mixtecas, de las cuales, la analizada por el Instituto Lingüístico de Verano (ILV) corresponde a la localidad de San Andrés Yutatío de ese municipio, que en el Catálogo Nacional de Lenguas Indígenas aparece en la lista de localidades donde se habla mixteco del oeste alto.